# Centroctenus
Centroctenus is een geslacht van spinnen uit de  familie van de Ctenidae (kamspinnen).

## Soorten
- Centroctenus acara Brescovit, 1996
- Centroctenus auberti (Caporiacco, 1954)
- Centroctenus irupana Brescovit, 1996
- Centroctenus miriuma Brescovit, 1996
- Centroctenus ocelliventer (Strand, 1909)